# زیارتگاه (شهرضا)
زیارتگاه (شهرضا)، روستایی از توابع بخش مرکزی شهرستان شهرضا در استان اصفهان ایران است.

## جمعیت
این روستا در دهستان منظریه قرار دارد و براساس سرشماری مرکز آمار ایران در سال ۱۳۸۵، جمعیت آن ۳۹۶ نفر (۱۱۱خانوار) بوده‌است.